# Partito Progressista Democratico Sammarinese
il Partito Progressista Democratico Sammarinese fu un partito politico operante nella Repubblica di San Marino fino al 2001.
Nato nel 1990 dalle ceneri del disciolto Partito Comunista Sammarinese (PCS), nel 1992 un'ala scissionista decise di fuoriuscire dal PPDS e dare vita a Rifondazione Comunista Sammarinese un nuovo soggetto politico che si ispirava al disciolto PCS.
Il PPDS cessò ufficialmente di esistere il 25 marzo 2001 quando assieme a Riformisti Democratici ed ai Socialisti Idee in Movimento costituirono il Partito dei Democratici.

## Risultati elettorali
|                | Lista                       | Voti                                         | %     | Seggi |    |
| Politiche 1993 | Consiglio Grande e Generale | Partito Progressista Democratico Sammarinese | 4.046 | 18,58 | 11 |
| Politiche 1998 | Consiglio Grande e Generale | Partito Progressista Democratico Sammarinese | 4.065 | 18,64 | 11 |